# Степне (Звенигородський район)
Степне — селище в Україні, у Тальнівській міській громаді Звенигородського району Черкаської області. Населення становить 123 осіб.

## Історія
- Селище постраждало внаслідок геноциду українського народу, проведеного окупаційним урядом СССР 1932—1933 та 1946–1947 роках.